# مذنب وست
مذنب وست (بالإنجليزية: C/1975 V1 (West) أو Comet West) هو مذنب رؤي بالعين المجردة في عام 1976. ويعتبر أحد أكبر المذنبات بسبب وضوحه الكبير. وكان أكثر لمعانا من مذنب إيكيا-سيكي C/1965 S1 الذي مر على الأرض في عام 1965 والذي يعتبر أعجب مذنبات القرن العشرين.

## اكتشافه ومشاهداته

رسم متحرك لمسار المذنب C／1975 V1 حول الشمس
C/1975 V1·
الشمس·
Mercury·
الزهراء·
الأرض ·
المريخ

كان مرصد لاسيلا مشغولا خلال السبعينيات من القرن الماضي بإجراء مسح فلكي لأجرام نصف الكرة السماوية الجنوبية. وقام عدد من الفلكيين في جينيف يتبعون إيسا بتحليل الصور. وعثر الباحث الفلكي «ريشارد وست» في 5 نوفمبر 1975 على آثار مذنب على أحد اللوحات كانت قد قام «جيدو بيسارو» بتصويرها في 24 سبتمبر من نفس العام.
وعكف وست على تفقد أثار المذنب على اللوحات الأخرى الملتقطة لنفس الموقع السماوي وعثر على أثار أخرى للمذنب كان قد تم تصويرها بين يومي 10 - 13 أغسطس. وكان قدر لمعان المذنب لا يزال أقل من 14 قدر ظاهري.
من تلك الآثار والمواقع الموجودة على اللوحات قام العالم الفلكي «بريان مارسدين» بحساب أبتدائي لمسار المذنب، وتحديد موقعه عند اجتيازه لنصف الكرة السماوية الشمالي. وبدى منه أن مارس 1976 سيكون المذنب في وضع مناسب لرصده في صباح يوم باكر. كما قدرت الحسابات بعضا عن قدر لمعانه، ولم يُتوقع من الحسابات شيئا غير عادي.
وتمت مشاهداته الأولى من الفليبين، حيث قام «ليو بوثين» برصده بتلسكوب في 25 نوفمبر، وكان قد اكتشف في نفس العام المذنب مذنب بويثين. وظهر المذنب في ديسمبر لمدة قصيرة في النصف السماوي الشمالي حيث استطاع «تسوتومو سيكي» بمشاهدته، ولكن المذنب كان مرئيا لمدة طويلة خلال المساء في نصف الكرة السماوي الجنوبي.
وصلت درجة لمعان المذنب 8 قدر ظاهري في يناير 1976 وظهر ذيله ضعيفا في 14 يناير.
ونهاية يناير كان لمعان المذنب قد وصل إلى 6 قدر ظاهري، وكانت رؤيته صعبة بسبب اقترابه من الشمس فكانت رؤيته غير ممكنة إلا في وقت الغروب. عندئذ وصل لمعانه 2 قدر ظاهري وأصبح لا معا لدرجة أعلى من المتوقع. وفي منتصف فبراير انخفض قدر لمعان المذنب سريعا حتى وصل قدره الظاهري إلى 1 قدر ظاهري في 20 فبراير، وكان طول ذيل المذنب قد وصل إلى 1
° ، وبعدها بيومين وصل القدر الظاهري للمذنب –1 .

## اقرأ أيضا
- مذنب هيل-بوب
- مذنب أيسون
- مذنب هيكوتيك
- المذنب هولمز
- هيليوس (مسبار فضائي)
- مذنب بويثين